# ملعب لينزي
ملعب لينزي هو ملعب كرة قدم يقع في مدينة لينزي، الصين. يتسع الملعب لجلوس 14،000 متفرج. وقد احتضن الملعب مباريات بطولة آسيا تحت 19 سنة لكرة القدم 2010.

## وصلات خارجية
- معلومات عن الملعب